# Volkswagen-Porsche 914
La Volkswagen-Porsche 914 è un'autovettura sportiva prodotta in joint-venture da Volkswagen e Porsche dal 1969 al 1975.

## Storia
A metà degli anni sessanta la Volkswagen era alla ricerca di un'erede per l'ormai datata Karmann-Ghia, mentre la Porsche era interessata a un modello economico per rimpiazzare la 912. Le due case, legate da ottimi rapporti commerciali, s'accordarono per un progetto comune, prevedendo per la nuova vettura una carrozzeria tipo targa che potesse ospitare indifferentemente un propulsore Volkswagen o Porsche, montato in posizione centrale-posteriore e stabilendo di affidarne l'assemblaggio a una struttura terza. A tal fine costituirono nel 1966 la società VW-Porsche Vertriebsgesellschaft mbH con sede a Ludwigsburg.
Alla Porsche spettò il compito di progettare il telaio e le sospensioni, mentre il disegno della carrozzeria, derivato da un progetto proposto dallo studio di design Gugelot di Ulma, venne affidato alla Karmann, che poi si sarebbe occupata anche dell'assemblaggio.

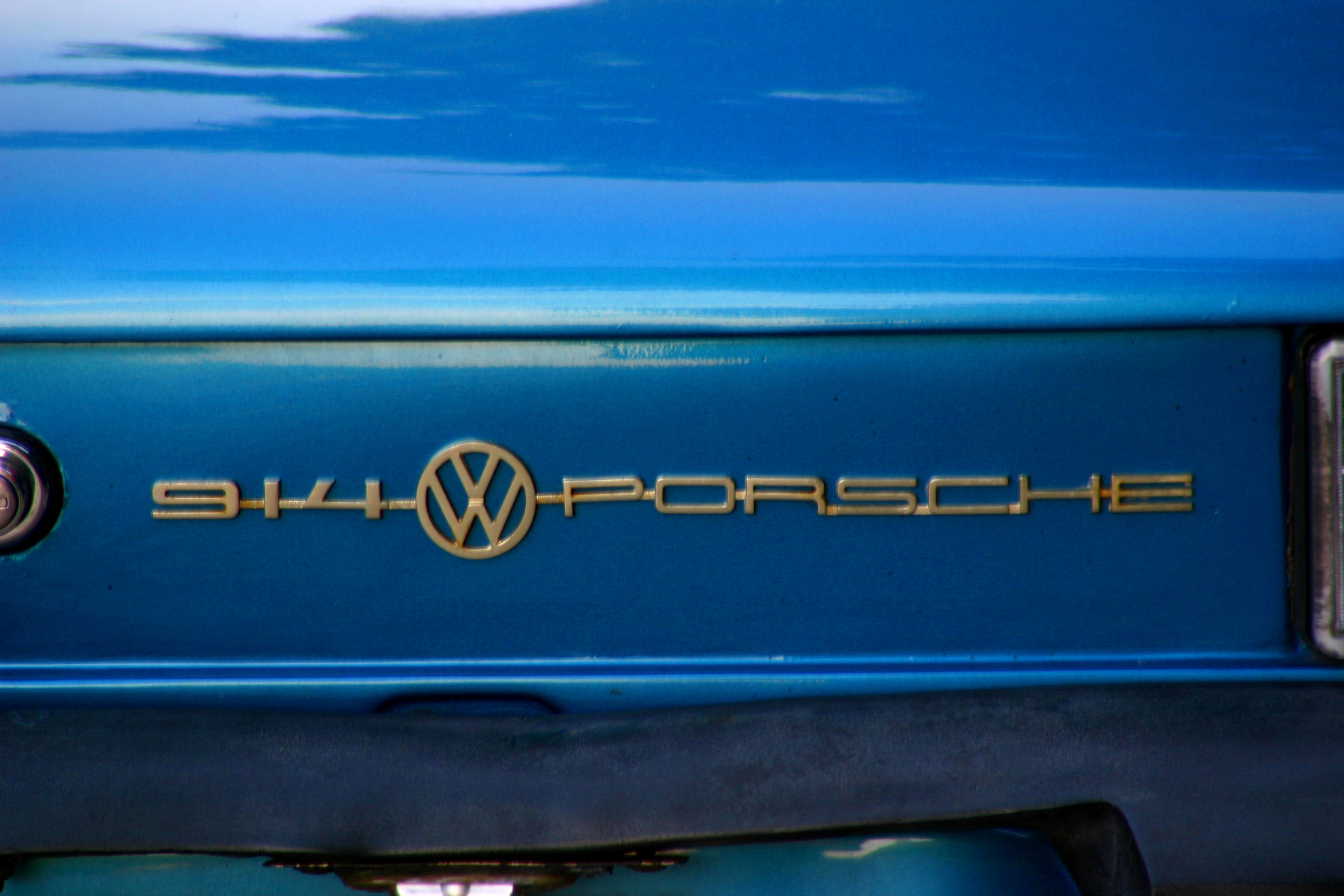
Particolare della doppia marcatura

Porsche 914 interior

Presentata al Salone dell'Automobile di Francoforte sul Meno (settembre 1969), la 914 aveva, nonostante le forme squadrate, un'originale e aerodinamica carrozzeria (il coefficiente di penetrazione aerodinamica era pari a 0,37) targa, con tetto rigido asportabile e robusto roll bar. La meccanica, ideata dalla Porsche, prevedeva il posizionamento posteriore-centrale del motore, sospensioni a 4 ruote indipendenti con barre di torsione, cambio manuale a 5 marce e freni a disco su tutte le ruote. Le motorizzazioni disponibili erano due, entrambe boxer con raffreddamento ad aria. Alla Base (914/4) si poneva il 4 cilindri Volkswagen di 1679 cm³ a iniezione (proveniente dalla 411 LE), mentre al top (914/6) c'era il 6 cilindri Porsche a 2 carburatori ex 911 T.
Caratterizzata da un'abitabilità per 2 persone e dalla presenza di due bagagliai, uno anteriore e l'altro posteriore, dietro al motore (in cui veniva posizionato il tetto rigido una volta rimosso), la 914 non ottenne il successo sperato. Troppo costosa per essere una Volkswagen e troppo economica e lenta per essere una Porsche, la 914 pagava lo scotto di prestazioni non esaltanti (i CV erano appena 80 sulla versione 4 cilindri e 110 su quella a 6) e del disinteresse del nuovo management Volkswagen (Nordhoff, che aveva siglato l'accordo con Ferry Porsche, era morto nel 1968 e la nuova dirigenza di Wolfsburg non credeva molto nel progetto).
La gamma iniziale era composta da 2 allestimenti (standard e S) per ognuno dei 2 motori. Le versioni S si distinguevano da quelle standard per il rivestimento in vinile nero del roll bar, i cerchi in lega Fuchs (per le /6) e Pedrini (per le 1.7) e gli interni meglio rifiniti. Nel 1972 la Volkswagen si ritirò definitivamente dal progetto e la Porsche proseguì da sola, ottenendo però la fornitura di motori boxer dalla Casa di Wolfsburg. La 914 modello 1972, leggermente rivista (paraurti neri opachi anziché cromati e modifiche agli interni), perse il motore a 6 cilindri Porsche di 2 litri, rimpiazzato da un 4 cilindri a iniezione (sempre boxer e raffreddato ad aria) di origine Volkswagen di 1971 cm³ da 100 CV. La nuova 914 2.0 (sostituta della 914/6 e disponibile solo in allestimento "Lusso") venne affiancata nel settembre 1973 (modello 1974) dalla 914 1.8 (erede della 914/4) con cilindrata incrementata da 1679 a 1795 cm³ (85 CV).
La 914 uscì di listino nel 1975, rimpiazzata dalla Porsche 924 (anche se si tratta di un modello completamente differente). La Karmann ha assemblato 118.978 esemplari di 914 (contro un obiettivo iniziale di 30.000 unità all'anno), così suddivisi:
| Modello   | Esemplari Prodotti |
| --------- | ------------------ |
| 914/4 1.7 | 65.531             |
| 914/6     | 3.351              |
| 914 1.8   | 32.688             |
| 914 2.0   | 17.408             |
| TOTALE    | 118.978            |

Il mercato statunitense fu quello di maggior successo per la 914, con circa 86.000 esemplari venduti; in Italia se ne importarono 2.520, per la maggior parte 914/4 1.7.
Per avere una vera erede della 914, bisognerà attendere la presentazione della Porsche Boxster, avvenuta nel 1996.

## Le versioni derivate

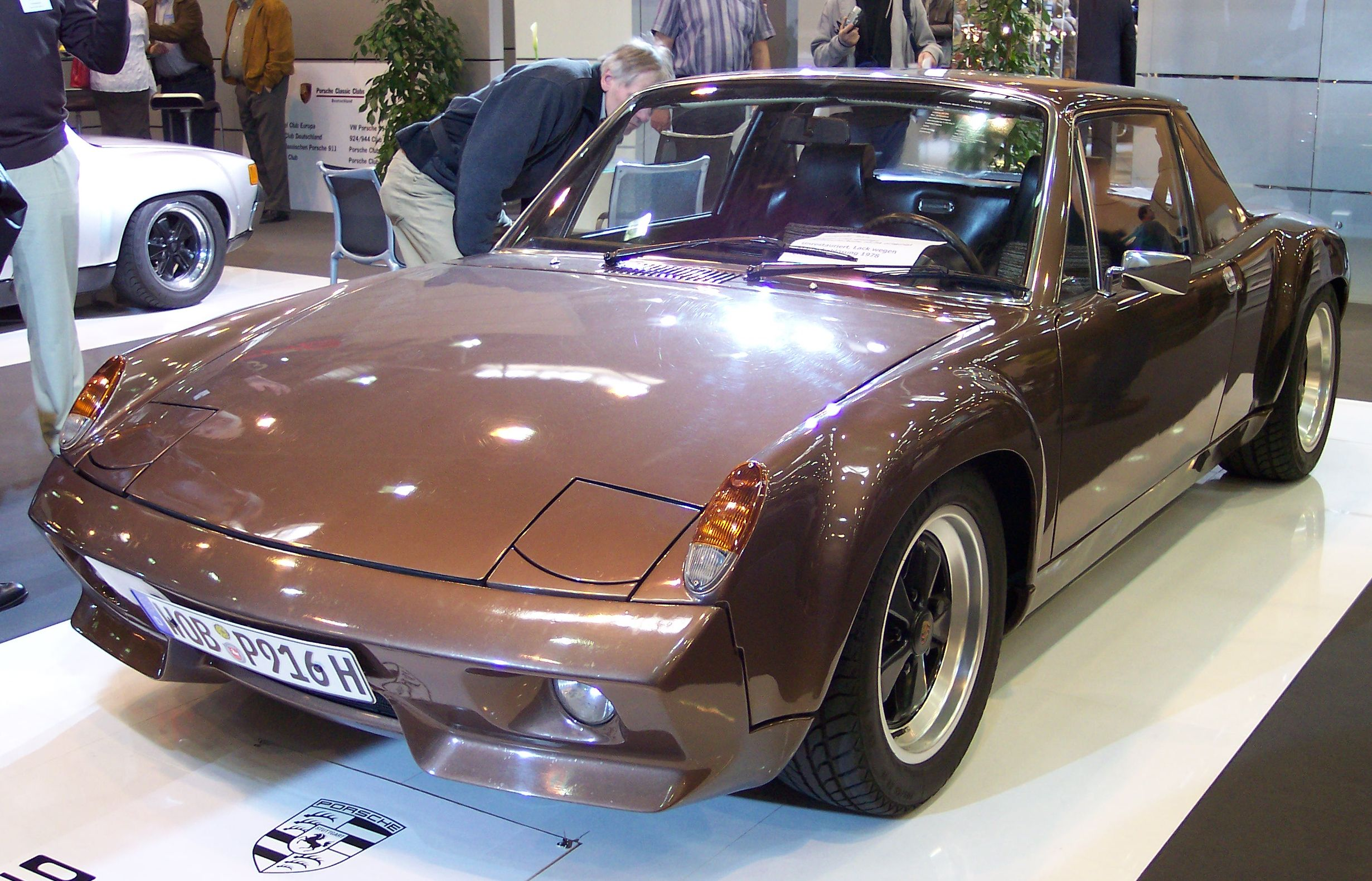
La Porsche 916

Dalla 914 fu anche ricavata una versione particolarmente spinta della vettura, equipaggiata con il 6 cilindri boxer da 2,4 litri della contemporanea 911 S. Inizialmente, nei piani dell'azienda, questa vettura sarebbe stata prodotta in serie, comparendo in pianta stabile nei listini della casa, tuttavia la diretta concorrenza con la 911 e il costo elevato della 916, convinsero la Porsche a produrre solo 11 vetture 916.
Di queste 11 vetture (compreso il prototipo iniziale), nove furono equipaggiate con il propulsore boxer 2,4 litri da 190 CV (140 kW), capace di spingere la vettura a oltre 230 km/h. mentre le altre due furono equipaggiate con l'ancora più spinto boxer da 2,7 litri di cilindrata e 210 CV (154 kW) di potenza, lo stesso della 911 Carrera RS del 1973. In questa configurazione, la piccola 916 era capace di toccare i 250 km/h.
Ovviamente, rispetto alla 914, furono apportate diverse migliorie anche a livello telaistico, oltre che motoristico. Per aumentare la rigidità torsionale della vettura, il tetto (asportabile sulla 914) venne saldato alla carrozzeria, quest'ultima subì anche un allargamento di 4 centimetri per ospitare pneumatici di dimensioni maggiorate (anteriormente e posteriormente) e sospensioni dalla taratura decisamente più rigida.
I freni vennero adeguati alle nuove prestazioni, mentre per il cambio si optò per il tipo 915, dotato di 5 rapporti più retromarcia, con comando manuale a leva.

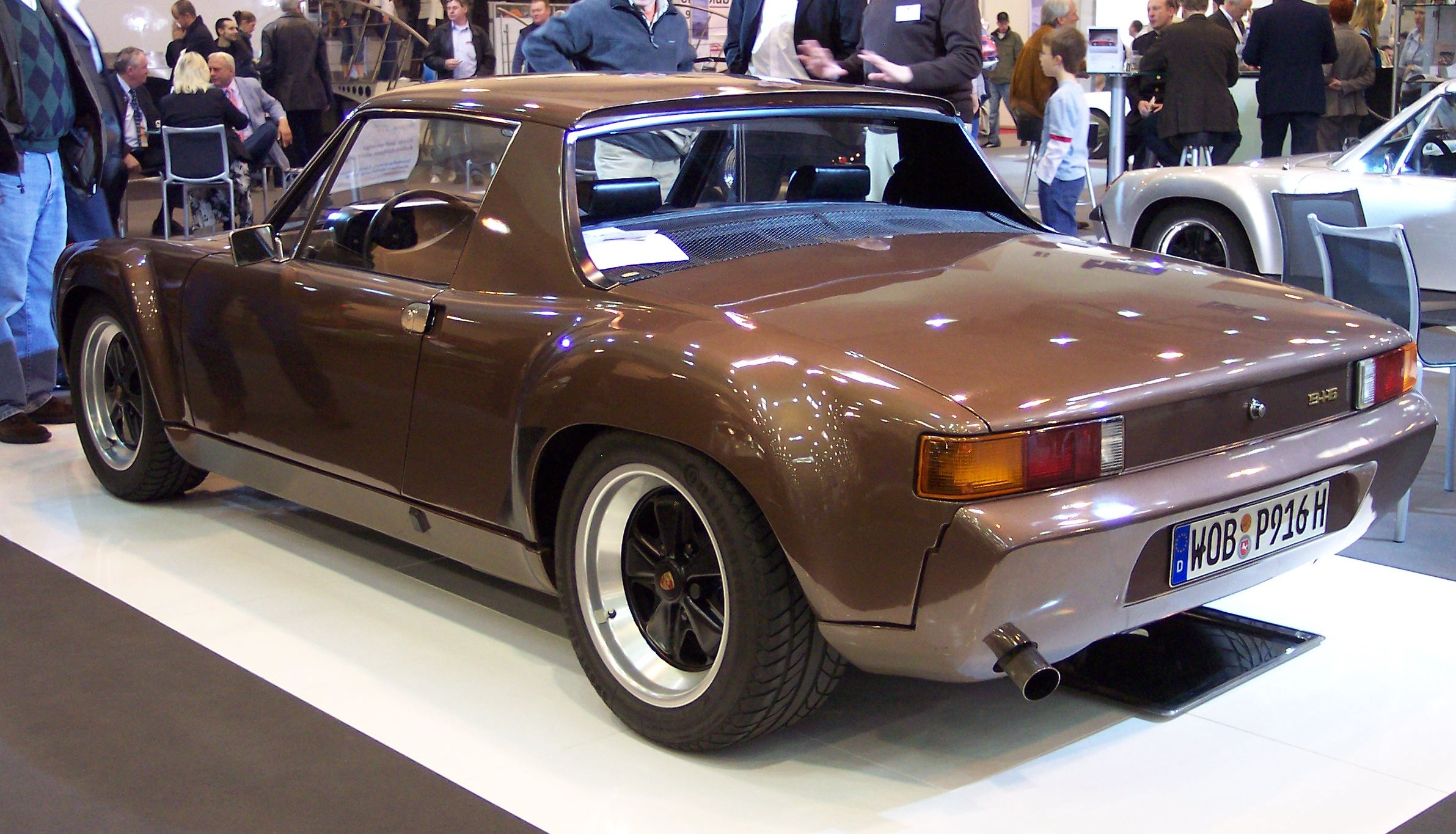
Vista posteriore della 916

Nel complesso, esteticamente, la 916 risultava molto simile alla 914-6 GT, la versione impiegata per le competizioni della baby-Porsche. Uno degli esemplari di 916 fu costruito sulle specifiche proprie del mercato americano e comprendeva anche l'aria condizionata. Venne consegnata al proprietario della concessionaria e scuderia Brumos-Porsche.
Un'ulteriore elaborazione della 914 fu la 914/8: si tratta di un modello prodotto in due soli esemplari, equipaggiato con il boxer 8 cilindri 3 litri aspirato e da competizione derivato dalla Porsche 908, vincitrice del Campionato Mondiale Sportprototipi del 1968 e 1969.
Un esemplare fu prodotto per testare un eventuale impiego sportivo della vettura, su richiesta di Ferdinand Piëch. Il propulsore, in questo caso, erogava una potenza massima di 310 CV (222 kW), mentre la vettura si differenziava esteticamente dalla versione di serie per alcuni dettagli secondari, come ad esempio la forma dei fari anteriori. Anche in questo caso, come per la 916, si scelse di saldare il tetto alla carrozzeria per trasformare in coupé l'auto, accrescendone la rigidità torsionale. Fu ottenuta a partire dal telaio nº 914006, costruito a mano come prototipo per la prima serie della 914. Il secondo esemplare di 914/8 venne invece approntato per uso prettamente stradale, con il propulsore depotenziato a 260 CV (194 kW). Verniciata color argento, in omaggio alla livrea delle auto tedesche da competizione, fu omologata per la circolazione stradale e regalata a Ferry Porsche in occasione del suo sessantesimo compleanno. Ferry Porsche, grandissimo estimatore della 911, gradì il regalo, utilizzando l'auto diverse volte, fino a che non trovò posto nel museo della casa, presso Stoccarda. Nessuna delle 914/8, comunque, scese mai in pista, se non per svolgere i soliti collaudi per la messa a punto.
Per le competizioni si sviluppò la 914/6 GT, con motore a doppia accensione potenziato a 210 CV, tetto in acciaio rivettato, parafanghi allargati, minigonne e paraurti in un pezzo unico. Nel 1970 questa vettura, pilotata da Guy Chasseuil e Claude Ballot-Léna, si classificò sesta assoluta e prima nella classe GT fino a 2 litri alla 24 Ore di Le Mans.
Dal 1970 si poteva richiedere il cambio Sportomatic, ovvero un cambio manuale a quattro rapporti con frizione automatica, ma di fatto, solo pochi esemplari vennero assemblati con questo dispositivo e oggi solo tre risultano sopravvissuti (uno dei quali - perfettamente restaurato - è in Italia).
Nel marzo del 1971 fu presentata al Salone di Ginevra la VW-Porsche 914/6 Hispano-Alemán; voluta da Werner Bernhard Heiderich e realizzata in Italia da Pietro Frua, nonostante un buon successo al Salone, a causa di alcune controversie legali sulla proprietà intellettuale dell'auto, restò solo un prototipo.